# Giacomo Bologna
Giacomo Bologna (ur. 8 marca 1982) – sanmaryński piłkarz występujący na pozycji pomocnika lub napastnika, jednokrotny reprezentant San Marino.

## Kariera klubowa
Karierę na poziomie seniorskim rozpoczął w 2002 roku w SS Pennarossa. W sezonie 2003/04 wywalczył z tym klubem mistrzostwo San Marino, Puchar San Marino oraz krajowy superpuchar. W lipcu 2004 roku zanotował jedyny występ w europejskich pucharach w meczu z FK Željezničar (1:5) w Pucharze UEFA 2004/05. Jesienią 2004 roku przeniósł się do AC Libertas, gdzie występował przez dwa sezony. W 2006 roku zdobył Puchar San Marino po zwycięstwie 4:1 nad SP Tre Penne w meczu finałowym. Przed sezonem 2006/07 został zawodnikiem SP La Fiorita, gdzię spędził dwa lata. W połowie 2008 roku powrócił do AC Libertas. Przed sezonem 2011/12 przeszedł do SS Pennarossa. W ciągu dwóch lat rozegrał dla tego klubu 18 spotkań w Campionato Sammarinese, nie zdobywszy żadnej bramki, po czym zakończył karierę zawodniczą.

## Kariera reprezentacyjna
1 października 1997 zadebiutował w rozgrywkach międzynarodowych w przegranym 0:7 spotkaniu z Portugalią U-16 w turnieju kwalifikacyjnym do Mistrzostw Europy 1998. Łącznie w latach 1997–1998 zaliczył 4 występy w kadrze San Marino U-16. W latach 1999–2001 rozegrał 9 spotkań w reprezentacji U-18, biorąc udział w trzech turniejach eliminacyjnych do Mistrzostw Europy.
W maju 2003 roku otrzymał od selekcjonera Giampaolo Mazzy pierwsze powołanie do seniorskiej reprezentacji San Marino na mecz ze Szwecją w eliminacjach Mistrzostw Europy 2004, w którym nie wystąpił. 20 sierpnia 2003 zanotował jedyny występ w zespole narodowym w zremisowanym 2:2 towarzyskim meczu z Liechtensteinem w Vaduz. W spotkaniu tym pojawił się na boisku w 76. minucie, zastępując Nicolę Ciacciego.

## Sukcesy
SS Pennarossa
- mistrzostwo San Marino: 2003/04
- Puchar San Marino: 2004
- Superpuchar San Marino: 2003

AC Libertas
- Puchar San Marino: 2006